# Rugby playa en los Juegos Suramericanos de Playa 2023
El rugby playa en los Juegos Suramericanos de Playa de Santa Marta 2023 estuvo compuesto de dos torneos, uno masculino y otro femenino, se disputó entre el 19 y 21 de julio de 2023.

## Equipos participantes
- Argentina (24)
- Chile (24)
- Colombia (24)
- Ecuador (12)
- Uruguay (12)
- Venezuela (12)

## Torneo masculino

### Fase de grupos
| Pos. | Equipo    | Encuentros | Encuentros | Encuentros | Encuentros | Puntos |
| Pos. | Equipo    | jugados    | ganados    | empatados  | perdidos   | Puntos |
| ---- | --------- | ---------- | ---------- | ---------- | ---------- | ------ |
| 1    | Argentina | 4          | 2          | 2          | 0          | 10     |
| 2    | Colombia  | 4          | 3          | 0          | 1          | 10     |
| 3    | Venezuela | 4          | 2          | 0          | 2          | 8      |
| 4    | Chile     | 4          | 1          | 1          | 2          | 7      |
| 5    | Ecuador   | 4          | 0          | 1          | 3          | 5      |

Nota: Se otorgan 3 puntos al equipo que gane un partido, 2 al que empate y 1 al que pierda
| 19 de julio de 2023 | Argentina | 5 - 5 | Ecuador |  |  |

| 19 de julio de 2023 | Chile | 5 - 8 | Venezuela |  |  |

| 19 de julio de 2023 | Argentina | 7 - 7 | Chile |  |  |

| 19 de julio de 2023 | Colombia | 9 - 6 | Venezuela |  |  |

| 19 de julio de 2023 | Chile | 8 - 5 | Ecuador |  |  |

| 19 de julio de 2023 | Argentina | 5 - 3 | Colombia |  |  |

| 20 de julio de 2023 | Ecuador | 4 - 6 | Venezuela |  |  |

| 20 de julio de 2023 | Chile | 7 - 8 | Colombia |  |  |

| 20 de julio de 2023 | Argentina | 8 - 2 | Venezuela |  |  |

| 20 de julio de 2023 | Colombia | 10 - 2 | Ecuador |  |  |

### Semifinal
| 21 de julio de 2023 | Argentina | 6 - 7 | Chile |  |  |

| 21 de julio de 2023 | Colombia | 7 - 5 | Venezuela |  |  |

### Medalla de bronce
| 21 de julio de 2023 | Argentina | 10 - 6 | Venezuela |  |  |

### Medalla de oro
| 21 de julio de 2023 | Chile | 4 - 3 | Colombia |  |  |

## Torneo femenino
| Pos. | Equipo    | Encuentros | Encuentros | Encuentros | Encuentros | Puntos |
| Pos. | Equipo    | jugados    | ganados    | empatados  | perdidos   | Puntos |
| ---- | --------- | ---------- | ---------- | ---------- | ---------- | ------ |
| 1    | Colombia  | 6          | 5          | 0          | 1          | 16     |
| 2    | Chile     | 6          | 2          | 2          | 2          | 12     |
| 3    | Uruguay   | 6          | 1          | 2          | 3          | 10     |
| 4    | Argentina | 6          | 1          | 2          | 3          | 10     |

| 19 de julio de 2023 | Argentina | 7 - 7 | Chile |  |  |

| 19 de julio de 2023 | Colombia | 7 - 5 | Uruguay |  |  |

| 19 de julio de 2023 | Argentina | 6 - 7 | Uruguay |  |  |

| 19 de julio de 2023 | Colombia | 10 - 7 | Chile |  |  |

| 20 de julio de 2023 | Chile | 6 - 5 | Uruguay |  |  |

| 20 de julio de 2023 | Colombia | 7 - 6 | Argentina |  |  |

| 20 de julio de 2023 | Chile | 4 - 7 | Argentina |  |  |

| 20 de julio de 2023 | Uruguay | 3 - 5 | Colombia |  |  |

| 21 de julio de 2023 | Chile | 8 - 6 | Colombia |  |  |

| 21 de julio de 2023 | Uruguay | 5 - 5 | Argentina |  |  |

| 21 de julio de 2023 | Uruguay | 4 - 4 | Chile |  |  |

| 21 de julio de 2023 | Argentina | 5 - 7 | Colombia |  |  |

## Medallistas
| Evento                  | Oro      | Plata    | Bronce    |
| ----------------------- | -------- | -------- | --------- |
| Masculino (21 de julio) | Chile    | Colombia | Argentina |
| Femenino (21 de julio)  | Colombia | Chile    | Uruguay   |

## Medallero
| Núm.  | País      | Oro | Plata | Bronce | Total |
| ----- | --------- | --- | ----- | ------ | ----- |
| 1     | Chile     | 1   | 1     | 0      | 2     |
| 1     | Colombia  | 1   | 1     | 0      | 2     |
| 3     | Argentina | 0   | 0     | 1      | 1     |
| 3     | Uruguay   | 0   | 0     | 1      | 1     |
| Total | Total     | 2   | 2     | 2      | 2     |